# ريكس تيري
ريكس تيري (بالإنجليزية: Rex Terry)‏ هو سياسي أمريكي، ولد في 21 فبراير 1888 في ستورجيس في الولايات المتحدة، وتوفي في 13 يوليو 1964 في بيير في الولايات المتحدة. حزبياً، نشط في الحزب الجمهوري.